# 정읍아산병원
정읍아산병원은 아산사회복지재단이 설립한 병원이다.

## 연혁
- 1978년 7월 1일 정읍병원으로 개원
- 2002년 4월 27일 정읍아산병원으로 명칭 변경